# Nadejdivka, Bratske
Nadejdivka (în ucraineană Надеждівка) este un sat în comuna Novokosteantînivka din raionul Bratske, regiunea Mîkolaiiv, Ucraina.

## Demografie
Componența lingvistică a localității Nadejdivka
     Rusă (76,7%)
     Ucraineană (23,3%)
Conform recensământului din 2001, majoritatea populației localității Nadejdivka era vorbitoare de rusă (76,7%), existând în minoritate și vorbitori de ucraineană (23,3%).